# Psycho Clown
Psycho Clown (nacido el 16 de diciembre de 1985) es un luchador profesional mexicano. Actualmente trabaja para las empresas Lucha Libre AAA Worldwide y WWE, además de ser el presente Campeón Mundial en Parejas de AAA con Pagano, hallándose en su segundo reinado.
Su nombre real no es de conocimiento público, por lo que a diferencia de otros luchadores, mantiene su vida privada en secreto para los fanáticos.
Entre sus logros, se destaca por un reinado como Campeón Latinoamericano de AAA, dos como Campeón Mundial de Tercias de AAA (con Monster Clown y Murder Clown), ganador de la Lucha Libre World Cup en 2017, y ganador de Rey de Reyes (2022). 
Psycho fue miembro del equipo Los Psycho Circus, junto a Monster Clown y Murder Clown entre 2008 y 2016.  

## Carrera

### Circuito independiente (2000-2003)
No fue entrenado por su padre o alguno de sus tíos para su carrera de lucha profesional. En su lugar, Memo Díaz fue responsable de la formación del joven Alvarado, así como su hermano José Christian. Hizo su debut en 2000 trabajando como Brazo de Plata, Jr. (Silver Arm, Jr.), tomando el nombre de su padre y adoptando la misma máscara de estilo que su padre había usado. Al principio de su carrera trabajó principalmente en el circuito independiente mexicano para una serie de promociones más pequeñas. Una de estas promociones fue la Xtreme Latin American Wrestling (XLAW) la promoción que fue donde ganó su primer campeonato de lucha libre. El 16 de diciembre de 2001, Brazo de Plata, Jr. ganó el XLAW Junior Heavyweight Championship, sólo para perderlo más tarde en la noche a Crazy Boy.

### Consejo Mundial de Lucha Libre (2003-2006)
En 2003, junto con su hermano (que ahora trabaja como Brazo de Platino, Jr.) y su primo (trabajando como Brazo de Oro, Jr. comenzó a trabajar para el Consejo Mundial de Lucha Libre (CMLL) la misma compañía para la que su padre trabajó. Junior Brazos comenzó en baja en las filas de CMLL, luchando en el primer o segundo partido de la noche, ya que todavía eran muy inexpertos. En el CMLL recibió más entrenamiento de los principales entrenadores de CMLL, como El Satánico y Franco Colombo. En 2005 Sus padres decidieron que sería mejor que sus hijos no usaran el nombre de "Brazo" en la lucha libre, sino que intentaran crear una identidad separada para sí mismos y no vivir del nombre de Brazo. Brazo de Platino, Jr. se convirtió en Máximo, Brazo de Oro, Jr. se convirtió en La Máscara y Brazo de Plata, Jr. adoptó la identidad enmascarado "Kronos".

### Asistencia Asesoría y Administración/Lucha Libre AAA Worldwide (2006-presente)
Kronos vio la menor cantidad de éxito en CMLL y decidió dejar la compañía en 2006. En lugar se unió a Asistencia Asesoría y Administración (AAA), al mismo tiempo que su padre saltó de CMLL a AAA. En AAA trabajó inicialmente como "Brazo de Plata, Jr.". Después de unirse a AAA recibió más entrenamiento del entrenador principal de la AAA, Gran Apache, perfeccionando sus habilidades en el ring.
Psycho Clown hizo su debut como equipo el 14 de diciembre de 2007, durante un espectáculo en Chilpancingo, Guerrero, donde derrotaron a la Real Fuerza Aérea AAA (Aero Star, Super Fly y Rey Cometa). Los Psycho Circus era físicamente más grande que la mayoría de los luchadores de AAA y pronto se establecieron como una fuerza dominante en el ring, ya que comenzaron a acumular una racha de triunfos exagerada. Los Psycho Circus desarrollaron una rivalidad con The Dark Family, haciendo equipo con Chessman para igualar los lados entre los dos equipos. El 18 de enero de 2009, Los Psycho Circus y Chessman derrotaron a The Dark Family (Dark Cuervo, Dark Escoria, Dark Espíritu y Dark Ozz) para ganar el Campeonato Nacional Atómicos. La carrera del equipo con el título de Atómicos terminó luego de solo 8 días cuando el comisionado de la AAA Vampiro eliminó a Chessman y Los Psycho Circus de los títulos porque lo habían atacado durante un show la noche anterior. 
Lucharon en Triplemania XVI, derrotando a Real Fuerza Aérea británica (Laredo Kid, Super Fly y Aero Star) en un combate de tres minutos en el que dominaron Los Psycho Circus. Psycho Circus mantuvo su racha de victorias con vida al derrotar a La Yakuza (El Oriental, Kenzo Suzuki y Sugi San) en Verano de Escándalo.

### Impact Wrestling (2019)
Debido a la alianza de AAA con la empresa estadounidense Impact Wrestling, Clown hizo una aparición especial el 1 de febrero de 2019 en el episodio de Impact!, que se grabó del 11 al 12 de enero de 2018 en el Centro de Entretenimiento Frontón México de la Ciudad de México en donde Clown derrotó a Fallah Bahh. 
El 15 de febrero en el episodio de Impact!, Clown hizo equipo con Aero Star, El Hijo del Vikingo y Puma King en un Elimination Match donde derrotaron a Eddie Edwards, Eli Drake, Fallah Bahh y Sami Callihan ganando la Copa Mundial de Impact.

### Pro Wrestling NOAH (2023)
En NOAH Grand Ship in Nagoya, se enfrentó a El Hijo de Dr. Wagner Jr. por el Campeonato Nacional GHC, sin embargo perdió.

## Vida personal
Su padre Brazo de Plata fue luchador profesional. Así como también lo son miembro de la familia Alvarado, él es hermano de Máximo y Goya Kong, también primo de los luchadores profesionales La Máscara y Robín.

## Controversia
El 19 de mayo de 2017, se filtró un vídeo donde él y su Dinastía Alvarado, acompañado de su hermano José (Máximo Sexy) y Felipe (La Máscara) y Robin, su tío Daniel Alvarado (Brazo de Platino), donde destruyen el auto de lujo de José Gutiérrez, más conocido como Último Guerrero. El vandalismo fue reportado por motivo que Gutiérrez hablo mal de Felipe Alvarado sobre la muerte de su padre. Una semana después, el CMLL despidieron a Máximo y La Máscara por acto vandálico.

## En lucha
- Movimientos finales
  - Psycho Canadian / Psycho Destroyer (Sunset flip piledriver a veces desde una posición elevada)[8]
- Movimientos de firma
  - Backcracker (Double knee backbreaker)
  - Cerebro driver (Over the shoulder diagonal back-to-belly piledriver)
  - Varios tipos de Powerbomb
    - Code Red (Sunset flip powerbomb)
    - Sit-out powebomb
    - Standing powerbomb

  - Spinning heel kick
  - Suicide dive
  - Tilt-a-whirl backbreaker

- Apodos
  - "Psicopata del Ring"
  - "Totalmente Payaso"

## Campeonatos y logros
- Lucha Libre AAA Worldwide
  - Campeonato Latinoamericano de AAA (1 vez)
  - Campeonato Mundial en Parejas de la AAA (2 veces) – con Negro Casas y Pagano
  - Campeonato Mundial de Tríos de la AAA (2 veces) – con Murder Clown y Monster Clown
  - Campeonato Nacional Atómicos (1 vez) - con Chessman, Murder Clown y Monster Clown
  - Lucha Libre World Cup (2017) - con Pagano
  - Rey de Reyes (2022)
  - Luchador of the Year (2017)

- Invasion RCH
  - RCH Heavyweight Championship (1 vez)[9]

- Promociones EMW
  - EMW Heavyweight Championship (1 vez, actual)

- Pro Wrestling Illustrated
  - Situado en el Nº317 en los PWI 500 de 2014[10]
  - Situado en el Nº323 en los PWI 500 de 2015[11]
  - Situado en el Nº333 en los PWI 500 de 2016[12]
  - Situado en el Nº170 en los PWI 500 de 2017[13]
  - Situado en el Nº197 en los PWI 500 de 2018[14]
  - Situado en el Nº342 en los PWI 500 de 2019[15]

- Wrestling Observer Newsletter
  - Peor lucha del año (2015) con Monster Clown y Murder Clown vs. Villano III, Villano IV y Villano V en 9 de agosto[16]

## Luchas de apuestas
| Ganador                                                                   | Perdedor                                                                      | Lugar                    | Evento                            | Fecha                   | Notas |
| ------------------------------------------------------------------------- | ----------------------------------------------------------------------------- | ------------------------ | --------------------------------- | ----------------------- | --- |
| Brazo de Plata, Jr. (máscara)                                             | Maniquí (cabellera)                                                           | Tehuacán, Puebla         | House show                        | 23 de mayo de 2004      | Ver listaBrazo apostó su máscara en la lucha. |
| Psycho Clown (máscara)                                                    | Super Crazy (cabellera)                                                       | Ciudad de México         | Aniversario de Los Perros del Mal | 29 de mayo de 2011      | Ver listaFue en equipos. |
| Los Psycho Circus (Monster Clown, Murder Clown y Psycho Clown) (máscaras) | Los Perros del Mal (Halloween, Damián 666 y Nicho el Millonario) (cabelleras) | Monterrey, Nuevo León    | Héroes Inmortales V               | 7 de octubre de 2011    | Ver listaFue una Lucha en Domo de la Muerte en modalidad Máscaras vs. Cabelleras.                                                                      |
| Psycho Clown (máscara)                                                    | El Texano Jr. (cabellera)                                                     | Ciudad de México         | Triplemanía XXII                  | 17 de agosto de 2014    | Ver listaPsycho Clown apostó su máscara con la AAA en la lucha.                                                                                        |
| Psycho Clown (máscara)                                                    | Pagano (cabellera)                                                            | Ciudad de México         | Triplemanía XXIV                  | 28 de agosto de 2016    | Ver listaPsycho Clown apostó su máscara con la AAA en la lucha.                                                                                        |
| Psycho Clown y Dr. Wagner Jr. (máscaras)                                  | Carta Brava Jr. y Soul Rocker (máscaras)                                      | Ciudad Juárez, Chihuahua | Verano de Escándalo               | 4 de junio de 2017      | Ver listaPsycho Clown y Dr. Wagner Jr. apostaron sus máscaras con la AAA en la lucha, donde también estaban involucrados Monster Clown y Murder Clown. |
| Psycho Clown (máscara)                                                    | Dr. Wagner Jr. (máscara)                                                      | Ciudad de México         | Triplemanía XXV                   | 26 de agosto de 2017    | Ver listaPsycho Clown apostó su máscara con la AAA en la lucha.                                                                                        |
| Psycho Clown (máscara)                                                    | Rey Escorpión (cabellera)                                                     | Ciudad de México         | Triplemanía XXIX                  | 14 de agosto de 2021    | Ver listaPsycho apostó su máscara con la AAA en la lucha.                                                                                              |
| Psycho Clown (máscara)                                                    | Sam Adonis (cabellera)                                                        | Ciudad de México         | Triplemanía XXXI                  | 12 de agosto de 2023    | Ver listaPsycho apostó su máscara con la AAA en la lucha, donde también estaban involucrados L.A. Park (máscara) y Rush (cabellera).                   |
| Psycho Clown (máscara)                                                    | Estrellato (máscara)                                                          | Reynosa, Tamaulipas      | PantherMania VII                  | 26 de noviembre de 2023 | |
| Psycho Clown (máscara)                                                    | Illegal Immigrant (cabellera)                                                 | Hong Kong                | HKWF 15th Anniversary             | 31 de agosto de 2024    | |